# 菲利扎達·豪爾赫
菲利扎達·豪爾赫（1985年2月23日—）是一名安哥拉女子籃球運動員，曾代表國家參加2012年倫敦奧運的女子籃球比賽，結果獲得第12名，未能晉級下一輪。